# Eupatula ordoxia
Eupatula ordoxia är en fjärilsart som beskrevs av Swinhoe 1918. Eupatula ordoxia ingår i släktet Eupatula och familjen nattflyn. Inga underarter finns listade i Catalogue of Life.